# Tous les couples sont permis
Tous les couples sont permis est une émission de télévision française diffusée sur M6 du 9 février 2015 au 20 février 2015.
Le 21 février 2015, M6 annonce dans un communiqué de presse l'annulation de l'émission, après seulement deux semaines de diffusion, faute d'audiences suffisantes.
Elle est rediffusée le 20 avril, toujours sur M6